# Philippe Sella
Philippe Jean-Paul Sella (Tonneins, 14 febbraio 1962) è un ex rugbista a 15, imprenditore e allenatore di rugby a 15 francese, già tre quarti centro dell'Agen tra gli anni ottanta e novanta e presente con la Francia alle prime tre edizioni della Coppa del Mondo di rugby. È il secondo giocatore per numero di presenze con la sua Nazionale (111, dietro a Fabien Pelous che ne conta 118). Dal 2012 è allenatore dell'Agen.

## Biografia
Inizialmente dedito al rugby XIII, si convertì presto al XV e frequentò le giovanili dell'Agen (nel capoluogo del Lot e Garonna, dipartimento della città d'origine di Sella).
Con tale club Sella spese tutta la sua carriera dilettantistica fino al 1996, vincendo due campionati nazionali, nel 1982 e nel 1988; passato professionista militò per un biennio nei Saracens, compagine inglese di Londra, con cui vinse una coppa Anglo-Gallese, e cessò l'attività agonistica nel 1998.
Esordì in Nazionale francese in Coppa FIRA a Bucarest contro la Romania e prese parte a 13 tornei consecutivi del Cinque Nazioni, dal 1983 al 1995, disputando in tale competizione 50 incontri, che ne fanno tuttora il secondo giocatore per numero di presenze dietro all'irlandese Mike Gibson (che ne collezionò 56).
Vinse in totale sei edizioni del Cinque Nazioni, con un Grande Slam nel 1987, due vittorie in solitaria nel 1989 e 1993 e tre ex aequo nel 1983 (con l'Irlanda), 1986 (Scozia) e 1988 (Galles).
A livello personale, nel corso del Cinque Nazioni 1986 riuscì a entrare nel ristretto gruppo di giocatori che vantano almeno una meta per ogni incontro di una singola edizione del torneo.
Fece parte della selezione che alla Coppa del Mondo di rugby 1987, la prima della storia, riuscì a giungere alla finale, poi persa contro la Nuova Zelanda; quattro anni più tardi fu presente alla Coppa del Mondo di rugby 1991 in Inghilterra, dove giunse fino ai quarti di finale.
Nel 1994, alla sua 99ª presenza internazionale, una sconfitta 14-16 contro il Canada, Sella fu espulso dall'arbitro sudafricano Turner perché sorpreso in una rissa contro un avversario.
In realtà, Sella stava sedando un principio di bagarre tra un compagno francese e un avversario canadese, e un giudice di linea riportò per errore all'arbitro che l'iniziatore della rissa fosse stato lo stesso Sella.
Due giorni più tardi l'International Rugby Board, esaminate le prove televisive, cancellò l'espulsione dal curriculum internazionale del giocatore, che poté così prendere parte ai successivi due test match contro la Nuova Zelanda, entrambi vinti.
Partecipò, infine, alla Coppa del Mondo di rugby 1995 in Sudafrica, nel corso della quale disputò il suo ultimo incontro internazionale, la finale per il 3º posto vinta contro l'Inghilterra.
Le presenze con la maglia francese furono in totale 111, che allora costituirono il record, recentemente superato da Fabien Pelous giunto fino a 118; inoltre, con 30 mete realizzate (25 delle quali valide 4 punti ciascuna e le rimanenti 5 punti, per un totale di 125 punti internazionali), è il terzo miglior marcatore della specialità dopo Serge Blanco (38) e Philippe Saint-André (33).
Dal 1999 Philippe Sella fa parte dell'International Rugby Hall of Fame; dal 2008 è presente anche in quella dell'IRB.
Attualmente gestisce una società di comunicazioni, la Sella Communication, specializzata nella copertura di eventi sportivi, e commenta per Canal+ gli incontri di rugby XV.
Ha anche lanciato una sua linea d'abbigliamento, Marque 111, e più recentemente, in occasione della Coppa del Mondo di rugby 2007 in Francia, ha aperto in collaborazione con lo chef Alain Dutournier un locale di nouvelle cuisine a Parigi.

## Palmarès
- Campionati francesi: 2
Agen: 1981-82; 1987-88
- Coppe di Francia: 2
Agen: 1983, 1992
- Coppe Anglo-Gallesi: 1
Saracens: 1998